# سیروس سهامی
سیروس سهامی (زاده ۶ مرداد ۱۳۱۴ در بندر انزلی – درگذشته ۷ بهمن ۱۳۹۹) جغرافی‌دان، نویسنده، شاعر و استاد دانشگاه اهل ایران بود.

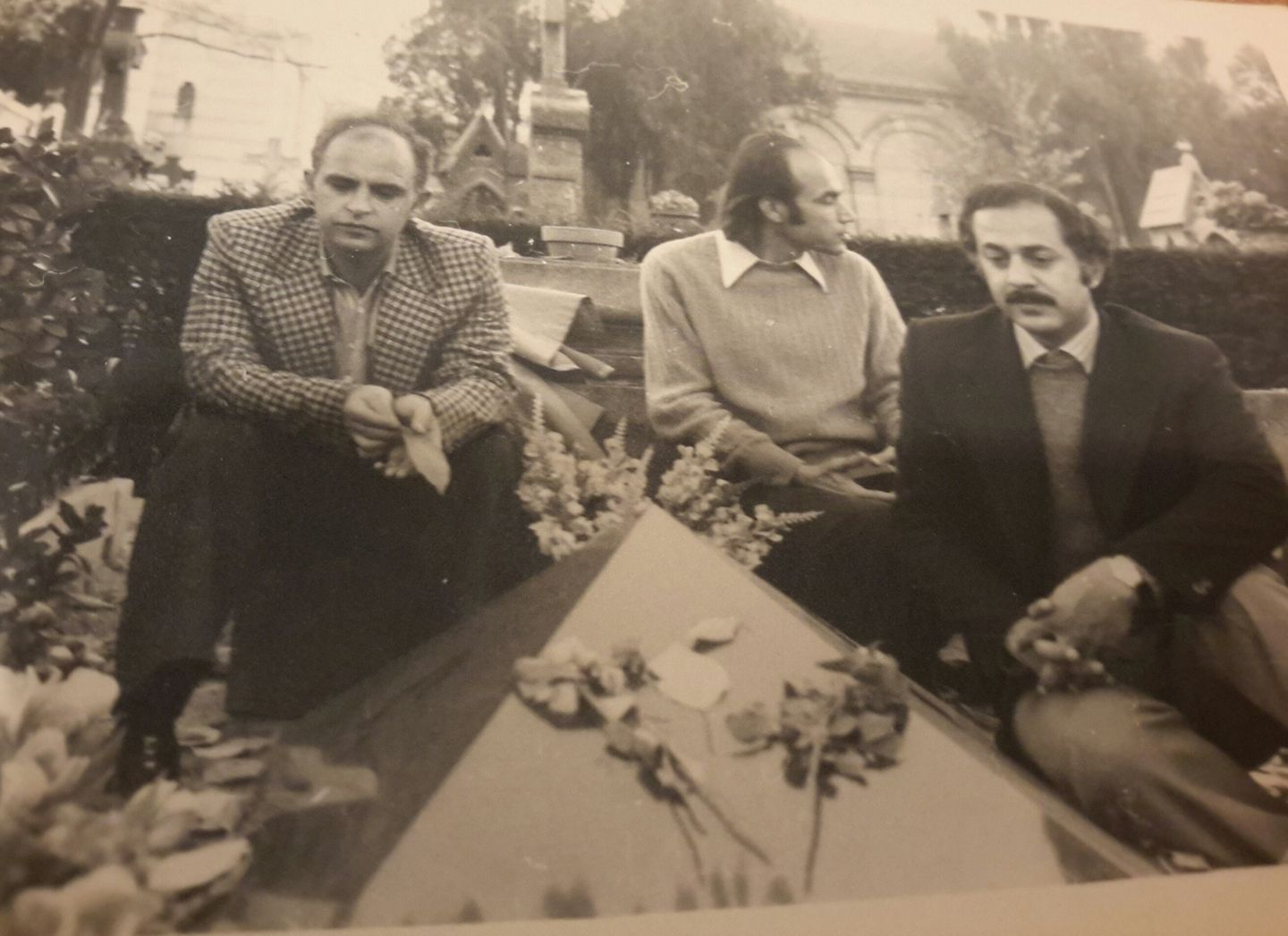
از چپ: عبدالحسین نیک‌گهر، رضا داوری اردکانی و سیروس سهامی، آرامگاه صادق هدایت، ۲۱ فروردین ۱۳۵۳

## زندگی
سیروس سهامی در ۵ مرداد ۱۳۱۴ در خانه‌ای در کوچهٔ اردیبهشت بندر انزلی در یک خانواده متوسط زاده شد. تحصیلات ابتدایی را در نوشهر، رشت، و بندر انزلی به پایان برد و دوران دبیرستان را در دبیرستان فردوسی انزلی گذراند. سیروس سهامی در سال ۱۳۳۳ سال پایانی دبیرستان را شاگرد دبیرستان نوربخش رشت بود. او دورهٔ دبیرستان را با شاگرد اولی در رشته ادبی استان گیلان که، در آن هنگام مشتمل بر شهرستان‌های زنجان و اراک نیز بود سپری کرد. سپس دانشجوی رشته تاریخ و جغرافیا در دانشسرای عالی تهران شد و تحصیلات دانشگاهی خود را در سال ۱۳۳۶ با رتبه شاگرد اولی به پایان برد.
سیروس سهامی یک سال در دبیرستان‌های لنگرود و دو سال در دبیرستان‌های انزلی آموزگار بود و به آموزش تاریخ و جغرافیا و ادبیات فارسی پرداخت تا سرانجام زمان اعزام شاگردان اول دانشگاه‌ها به خارج فرا رسید. او در سال ۱۳۳۹ برای ادامه تحصیل به کشور فرانسه رفت .سیروس سهامی دکترای خود را در رشته جغرافیا با درجه «عالی» از دانشگاه کِلرمون فِران گرفت و سپس به وطن بازگشت و خدمات فرهنگی خود را در انزلی دنبال کرد.
سیروس سهامی در مهر ۱۳۴۵ به استادیاری دانشکده ادبیات و علوم انسانی دانشگاه فردوسی مشهد منصوب شد. اما در ۱۳۵۰ در جریان جشن‌های پنجاهمین سال سلطنت پهلوی، به سبب تعلقات فکری خود در جریان تصفیه استادان دانشگاه به همراه علی شریعتی و سه همکار دیگر، برای یک سال از خدمات دانشگاهی معلق بود. در اسفند ۱۳۵۷ بلافاصله پس از انقلاب ۱۳۵۷ به ریاست دانشگاه فردوسی مشهد برگزیده شد اما در ۱۳۵۸ بخاطر اختلاف با عملکرد حکومت اسلامی از این مقام استعفا کرد و بار دیگر از کار آموزش در این دانشگاه معلق شد. پی در فروردین ۱۳۶۰ در بندر انزلی دستگیر و به زندان وکیل آباد مشهد برده شد. این بار او را به پانزده سال زندان محکوم کردند. سیروس سهامی چهار سال و نیم را در زندان مشهد گذراند و سپس بخاطر  بیماری حاد تنفسی بصورت تعزیری آزاد و مابقی حکم باقی مانده خود را در مشهد تبعید شد وی هیچگاه حاضر به کار در دانشگاه نشد و تنها  به کار ترجمه و پژوهش در جغرافیا و شعر و ادبیات پرداخت .

## نوشته‌ها

### ادبی[۲]
- سرود آدمک لوزیتانیائی،پتر وایس، ترجمه به اتفاق ابوالقاسم پرتوی، مشهد، نشر نیکا، ۱۳۶۸
- زندگی و آثار داستایوسکی، لئونید گروسمان، مشهد، نشر نیکا، ۱۳۷۰
- وصیتنامه اسپانیائی، آرتور کوستلر، تهران، چاپخش، ۱۳۷۷
- یک زندگی، سرژ گرفتو، تهران، نشر اختران، ۱۳۸۱
- تولستوی از نگاه خود و معاصرانش، مشهد، نشر نیکا، ۱۳۸۸
- ساعت سر مستی، هیوبرت ریوز، ترجمه به همراه رضا فرنود، نشر قطره، ۱۳۷۲
- گورکی، کنستانتن فدین، مشهد، نشر نیکا، ۱۳۹۰

### جغرافیا[۲][۳][۴][۵][۶]
- اقتصاد روستایی و زندگی دهقانی در گیلان (به زبان فرانسوی)، انتشارات دانشگاهی فرانسه، پاریس، ۱۹۶۵
- سرزمین گیلان، الکساندر خودزکو، نشرپیام، چاپ دوم، نشر ایلیا، رشت، ۱۳۸۵
- بستر جغرافیایی تاریخ ایران، شورای عالی فرهنگ و هنر، تهران، ۱۳۵۵
- اقتصاد چین، یان دلین، انتشارات دانشگاه فردوسی، مشهد، ۱۳۵۴
- جغرافیای کم رشدی، ایو لاکست، انتشارات توس، تهران، چاپ دوم، ۱۳۵۵
- مطالعاتی دربارهٔ جغرافیای شمال ایران، گزاویه دپلانول، دانشگاه فردوسی، مشهد، ۱۳۵۸
- ممالک کم رشد، ایو لاکست، انتشارات چاپخش، تهران، ۱۳۶۹
- جهان سوم، ادمون ژوو، انتشارات چاپخش، تهران، ۱۳۷۳
- جغرافیای انسانی، ماکس دروئو، انتشارات رایزن، تهران، چاپ دوم، ۱۳۷۴
- جغرافیای جمعیت، پیر ژرژ، نشر نیکا، مشهد، ۱۳۷۱
- تحلیل جغرافیایی، اولیویه دولفوس، نشر نیکا، مشهد، ۱۳۷۳
- شهرها و روستاها، ژان برنار شاریه، نشر نیکا، مشهد، ۱۳۷۳
- فضای جغرافیایی، اولیویه دولفوس، نشر نیکا، مشهد، چاپ دوم، ۱۳۷۴
- جغرافیای نو، پل کلاوال، ناشر مترجم، مشهد، ۱۳۷۳
- ژئوپولیتیک اقلیت‌ها، پیر ژرژ، انتشارات واقفی، مشهد، ۱۳۷۴
- هند، سرزمین آزمون‌های دشوار، ژان فرانسوا دوران داستس، انتشارات واقفی، مشهد، ۱۳۷۴
- تاریخ جغرافیا، پل کلاوال، انتشارات محقق، مشهد، ۱۳۷۶
- جغرافیا چیست؟، ژاک شبلینگ، انتشارات محقق، مشهد، ۱۳۷۷
- وضعیت جهان سوم، نوریا بادیا- لووراس، به اتفاق فروزان خزائنی، انتشارات چاپخش، تهران، ۱۳۸۵
- تهران- البرز، برنار هورکاد، انتشارات محقق- ترانه، مشهد، ۱۳۸۸
- فضای جهانی، اولیویه دولفوس، انتشارات پاپلی، مشهد، ۱۳۹۰
- نقشه جدید جهان، اولیویه دولفوس، انتشارات پاپلی، مشهد، ۱۳۹۰
- از ژئوپولیتیک تا چشم‌اندازها، فرهنگ جغرافیا، ایو لاکست، انتشارات پاپلی، مشهد، ۱۳۹۱